# Ramón Gil Novales
Ramón Gil Novales (Huesca, 25 de noviembre de 1928-Barcelona, 21 de mayo de 2018) fue un escritor, dramaturgo y traductor español de la Generación del 50 o del Medio Siglo, hermano mayor del historiador Alberto Gil Novales.

## Biografía
Hijo de Ramón Gil, funcionario de la Diputación de Huesca nacido en Boltaña, y de Concha Novales, una maestra oscense de orígenes navarros y riojanos. Su abuelo materno emigró a Buenos Aires y al volver se estableció en Huesca, donde abrió una fábrica de alpargatas y más tarde se hizo constructor. Estudió en el Instituto Ramón y Cajal de Huesca; tuvo por profesor de francés a Michel del Castillo y de inglés al librepensador Eduardo Vázquez, y sufrió los bombardeos de la Guerra Civil.
Empezó Derecho en la Universidad de Zaragoza, pero lo abandonó por falta de interés. Dentro de la Generación del Medio Siglo se ubicó en el grupo de Barcelona, donde reside desde 1955 y donde conoció, gracias a su amigo Carlos Cortés, a Carlos Barral, para quien hizo traducciones, Jaime Gil de Biedma y a los hermanos Goytisolo, amistando en particular con el poeta en catalán Salvador Espriú. Trabajó durante un tiempo en la Editorial Plaza y Janés. Es habitual de una tertulia con un grupo de amigos, entre los que está el historiador Gabriel Jackson.
Publicó las novelas Voz de muchas aguas (1970), Preguntan por ti (relatos, 1974), La baba del caracol (1985), El sabor del viento (1988) y Trilogía aragonesa (1990), conjunto de narraciones históricas sobre el pasado de Aragón que comprende La conjura, sobre el primer inquisidor de Aragón; La noche del veneno, sobre Antonio Pérez, y La urna de cristal, acerca de la Guerra Civil y los años sesenta. Además publicó el libro de relatos ¿Por qué? (2005) y en 2009 la novela Mientras caen las hojas, sobre el asedio de Huesca durante la Guerra Civil, ciudad que aparece en el texto reconocible bajo el nombre de "Barasona". Como autor dramático pasó del realismo de La Hoya (1966), su primera pieza, al esperpento de Guadaña al resucitado (1969), sobre el caciquismo, y cuyo personaje principal puede identificarse con Francisco Franco, aunque esto pasó desapercibido para la censura; La bojiganga (estrenada en 1971, revisada en 1980) y El doble otoño de mamá bis (casi una Fedra) (estrenada en 1979). Estas tres obras se han publicado en el volumen Teatro (Zaragoza, 1980); también escribió guiones de televisión. Tradujo a Henry Miller, Marguerite Duras, Virginia Woolf, Hannah Arendt y Roger Caillois, y textos de poética teatral: El retorno de lo trágico, de Jean Marie Domenach (1971) y El espacio vacío, de Peter Brook (1973). 
En toda su obra son constantes dos elementos: la localización aragonesa y la difícil inserción social de los que anteponen la honestidad al beneficio personal. Trata las relaciones del hombre con el poder, el caciquismo, la emigración, la guerra... Su estilo es muy puro y cuida especialmente la oralidad de la palabra. En su teatro señala Manuel Gómez García (Diccionario Akal de Teatro) los rasgos determinantes del compromiso crítico, la denuncia y la investigación formal. Es Premio de las Letras Aragonesas 2008.

## Obra

### Narrativa
- Voz de muchas aguas (1970)
- Preguntan por ti (relatos, 1974)
- La baba del caracol (1985)
- El sabor del viento (1988)
- Trilogía aragonesa (1990)
- ¿Por qué? (2005), relatos.
- Mientras caen las hojas (2009)

### Teatro
- La Hoya (1966)
- Guadaña al resucitado (1969)
- La bojiganga (estrenada en 1971, revisada en 1980)
- El doble otoño de mamá bis (casi una Fedra) (estrenada en 1979).
- Nuria otra vez (1980)
- Teatro (Zaragoza, 1980)

### Traducciones
- Apuntes sobre Shakespeare de Jan Koti (1970)
- El retorno de lo trágico, de Jean Marie Domenech (1971)
- El espacio vacío, de Peter Brook (1973).

## Fuente
- J. Rubio Jiménez, "Introducción" a Trilogia Aragonesa, (La conjura, La noche del veneno, La urna de cristal), Huesca: Instituto de Estudios Altoaragoneses, 1990.
- Manuel Gómez García, Diccionario Akal de Teatro, Madrid: Ediciones Akal, 1997.